# Jana Gana Mana
Jana Gana Mana (Herrscher über den Geist des Volkes) ist der Name der Nationalhymne von Indien. Sie besteht aus den ersten fünf Strophen eines von Nobelpreisträger Rabindranath Tagore geschriebenen und vertonten Gedichts in Bengalisch.

## Bengalischer Originaltext
| Bengalisch জনগণমন-অধিনায়ক জয় হে ভারতভাগ্যবিধাতা পঞ্জাব সিন্ধু গুজরাট মরাঠা দ্রাবিড় উৎ‌কল বঙ্গ বিন্ধ্য হিমাচল যমুনা গঙ্গা উচ্ছল জলধি তরঙ্গ তব শুভ নামে জাগে তব শুভ আশিস মাগে গাহে তব জয়গাথা জনগণমঙ্গলদায়ক জয় হে ভারতভাগ্যবিধাতা জয় হে, জয় হে, জয় হে, জয় জয় জয়, জয় হে॥ | Transliteration Dschana gaṇa mana adhinājaka, dschaja he bhārata bhāgja widhātā pandschaba sindha gudscharāṭa marāṭhā drāwiṛa utkala banga windhja himātschala jamunā gangā uttschala dschaladhi taranga. tawa schubha nāme jāge, tawa schubha āschischa māge, gāhe tawa dschaja gāthā, dschana gaṇa mangala dājaka dschaja he bhārata bhāgja widhātā. Dschaja he, dschaja he, dschaja he, dschaja dschaja dschaja dschaja he! |

## Deutsche Übersetzung
Herrscher über den Geist des Volkes, Heil Dir,

Indiens Schicksalslenker!

Punjab, Sindh, Gujarat, Maratha,

Dravida, Utkal und Bengalen,

das Vindhya-Gebirge, der Himalaya, die Yamuna, der Ganges,

die hohen Wogen des Ozeans,

erwachen durch deinen glückverheißenden Namen,

erbitten deinen glückverheißenden Segen,

singen dein Siegeslied.

Glückbringer des Volkes, Heil Dir,

Indiens Schicksalslenker!

Heil Dir! Heil Dir! Heil Dir!

Heil, Heil, Heil, Heil Dir!

## Geschichte
Das Gedicht wurde von Tagore auf Bitten eines Freundes aus Anlass des Besuches des britischen Königs Georg V. am 27. Dezember 1911 verfasst. Die britischen Kolonialherren hielten das Lied für eine Hymne an ihren König. Tagore jedoch verstand unter Bharat Bhagya Vidhata (Indiens Schicksalslenker) Gott.
Anlässlich der Gründungsversammlung der von Subhash Chandra Bose ins Leben gerufenen Deutsch-Indischen Gesellschaft am 11. September 1942 im Hotel Atlantic in Hamburg wurde „Jana Gana Mana“ zum ersten Mal vom Hamburger Radiosinfonieorchester als Nationalhymne eines unabhängigen Indien gespielt.
Nach der Unabhängigkeit 1947 wurde „Jana Gana Mana“ schließlich am 24. Januar des Jahres 1950 offiziell durch die verfassunggebende Versammlung als Nationalhymne angenommen.

## Verschiedenes
Am 30. November 2016 fällte der Oberste Gerichtshof Indiens ein Urteil, nach dem in indischen Kinos vor dem Beginn eines Films die Nationalhymne gespielt werden muss. Dies soll von einem Abbild der indischen Flagge auf der Leinwand begleitet sein. Die Zuschauer sind verpflichtet, während der Hymne aufzustehen. Eine ähnliche Praxis hatte es bereits in den 1960er und 1970er Jahren gegeben, sie war seither aber stark zurückgegangen und uneinheitlich praktiziert worden. In den Sozialen Netzwerken wurde das Thema heiß und kontrovers diskutiert.
Kontroversen entstanden auch über die ungenaue Beschreibung des Staatsgebiets Indiens im Text der Hymne. So werden zwar Bengalen, Punjab, Gujarat, der Hindi- und Marathi-sprachige Bereich (‚Maratha‘), Südindien (‚Dravida‘) und Odisha (‚Utkal‘) genannt, nicht aber Assam mit dem indischen Nordosten und Jammu und Kashmir. Dafür ist der Sindh erwähnt, der heute zu Pakistan gehört. Am 1. März 2016 schlug der Lok-Sabha-Abgeordnete Arvind Sawant (Shiv Sena) vor, den Sindh aus der Hymne zu streichen, mit der Begründung, dass man nicht  „einen Ort einer feindlichen Nation glorifizieren“ solle, was auf den Widerstand der Sindhi-Gemeinschaft in Indien stieß. Im selben Jahr und erneut am 21. Juni 2019 machte der Rajya-Sabha-Abgeordnete Ripun Bora (Kongresspartei, Assam) einen ähnlichen Vorstoß und schlug statt dem Sindh die Erwähnung Nordostindiens in der Hymne vor.